# Agrupació galàctica

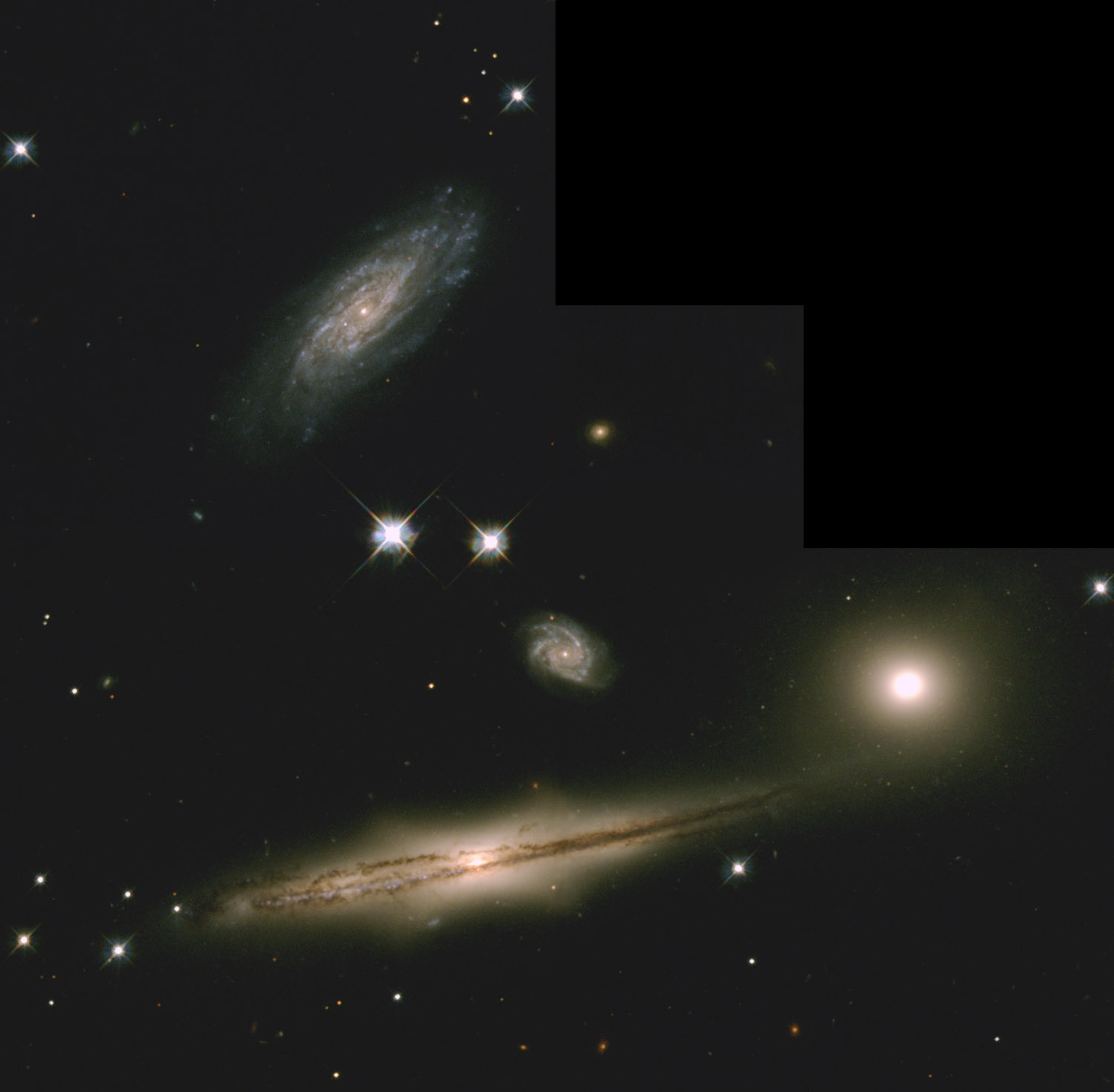
Grup de Galàxies HCG 87 (Hickson Compact Group), vista des de l'Observatori Gemini en Cerro Pachón, Xile.

Una agrupació galàctica és una superestructura còsmica formada per milers de galàxies. La matèria bariònica de l'univers visible es distribueix al llarg d'estructures colossals que reben el nom de filaments o murs segons la seva forma, quedant gran quantitat de regions toves, anomenades buits, sense quasi matèria lluminosa. Aquestes estructures estan formades per milers d'agregats de galàxies de diferents formes i grandàries. Aquestes colossals macroestructures són les més recents en la història de l'univers. Aquestes estructures es mantenen cohesionades per la força de la gravetat de la matèria fosca, però la, expansió accelerada del cosmos podria acabar imposant-se (si no ho ha fet ja) i detenir l'acumulació de matèria. Les diferents agrupacions de galàxies que formen l'univers es diuen grups, cúmuls i supercúmuls segons la seva grandària i el nombre de galàxies que contenen. Van des de petits grups amb una desena de galàxies fins a grans cúmuls de milers de galàxies. Els supercúmuls són estructures més complexes formades per centenars o milers de cúmuls galàctics interaccionant gravitatòriament entre si.

## Grups
Els grups de galàxies són els menors agregats d'aquests objectes. Tenen les següents propietats:
- Contenen menys de 50 galàxies
- Tenen un diàmetre d'uns 2 megaparsec (Mpc)
- Tenen una massa de l'ordre de 1013 masses solars
- La dispersió de velocitats és de l'ordre de 150 km/s

El grup que conté a la nostra galàxia, la Via Làctia, és l'anomenat Grup Local, que consta de més de 40 galàxies.

## Cúmuls

### Característiques

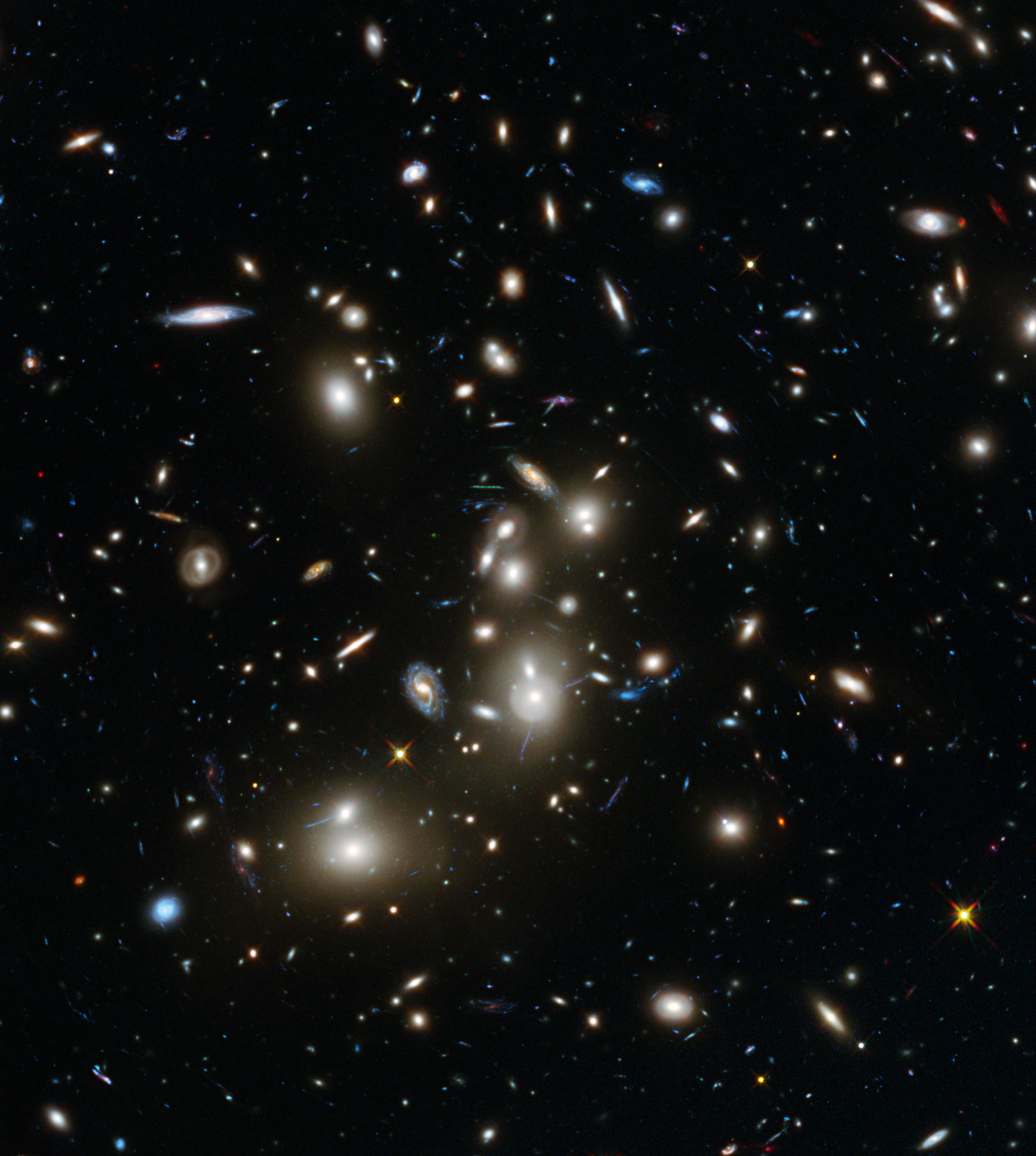
Abell 2744 és un cúmul de galàxies conegut com a cúmul de Pandora

Segons els astrònoms, els cúmuls de galàxies són més grans que els grups, encara que no hi ha una línia divisòria definida entre ambdues categories. En ser observats visualment, els cúmuls apareixen com a col·leccions de galàxies autosostingudes per l'atracció gravitatòria. No obstant això, les seves velocitats són massa grans perquè segueixen gravitacionalment limitades per les seves forces d'atracció mútues. Aquesta observació demostra la implicació de la presència d'un component addicional invisible. Observacions en rajos X han revelat la presència d'una gran quantitat de gas intergalàctic o intracúmul. Aquest gas és molt calent (al voltant de 108 K) i, per tant, emet en una freqüència alta: de rajos X. La massa total del gas és major que la de totes les galàxies del cúmul per un factor de dos. No obstant això, aquest gas segueix sent insuficient per mantenir la cohesió gravitatòria dels cúmuls. Ja que el gas intracumular està en equilibri aproximat amb el camp gravitatori de tot el cúmul, la seva distribució en ell permet calcular la forma d'aquest camp i, per tant, la massa total del cúmul. Resulta que la massa total deduïda és molt més gran que la massa de les galàxies i del gas calent junts. La component que falta no pot ser una altra que la matèria fosca la naturalesa de la qual és encara desconeguda. En un cúmul típic, aproximadament només el 5% de la massa total es troba en forma de galàxies, un 10% en forma de gas calent intracumular i el 85% restant és matèria fosca.
En els cúmuls predominen les galàxies el·líptiques i irregulars, fruit de la interacció de galàxies. També són comuns les galàxies lenticulars de les quals se sospita que en bastants casos poden procedir de galàxies espirals que han perdut el seu gas i, per tant, la seva capacitat de formar estels. Això es deu al fregament causat pel seu moviment a través del gas intergalàctic o a les interaccions amb altres galàxies del cúmul.

### Dinàmica
La dinàmica dels cúmuls galàctics és una miqueta peculiar. Se'ls hi pot considerar com un gas de galàxies on les partícules que el componen en comptes de ser àtoms o molècules són galàxies. Aquest gas té unes condicions particulars atès que les galàxies s'atrauen entre si amb força mentre que les partícules atòmiques no ho fan. Un gas normal tendeix a expandir-se i ocupar el màxim espai mentre que els cúmuls galàctics no només tendeixen a expandir-se, sinó que també tendeixen a col·lapsar per la seva pròpia gravetat. Això fa que s'hi troben en un delicat equilibri entre la seva dispersió de velocitats i la seva massa. Quanta més massa tinga el cúmul més alta serà la velocitat d'escapament. Així mateix, més massa implica majors forces gravitatòries, cosa que comporta majors acceleracions i majors velocitats. Així doncs, en els cúmuls més massius les galàxies que els componen es mouen més de pressa unes respecte a unes altres que en els menys massius. És el propi camp de gravetat el que confina a les galàxies en un volum d'espai determinat de la mateixa manera que les parets d'un recipient hermètic confinen l'aire del seu interior.

### Evolució
L'evolució dels cúmuls pot prendre dos rumbs. Uns tendeixen a concentrar més matèria agregant petits grups i altres galàxies individuals, la qual cosa els porta a compactar-se cada vegada més i a adquirir una forma esferoïdal. Alhora que aquest cúmul fagocita galàxies i grups, el nucli del cúmul canibalitza galàxies d'aquest convertint-se el seu centre en una o més galàxies el·líptiques gegants que mantenen a les altres orbitant a la seu al voltant i que finalment acabaran per fusionar-se en una única galàxia el·líptica geganta formant el que es coneix com a cúmul de galàxies fòssil: un cúmul de galàxies amb una única galàxia el·líptica al seu centre i una manca de galàxies brillants a les regions centrals. Altres cúmuls menys lligats gravitatòriament poden evolucionar de forma diferent. Estadísticament sempre hi ha alguna galàxia capaç d'aconseguir la velocitat d'escapament per sortir del cúmul. Aquests cúmuls comencen a perdre galàxies i a mesura que perden massa la velocitat d'escapament disminueix, la qual cosa accelera la pèrdua de més galàxies, provocant la seva fragmentació fins a la total dilució. Aquest procés pot venir motivat per la presència de cúmuls majors en les rodalies, els quals acabaran per engolir al petit.
Així doncs, els cúmuls tenen les següents propietats:
- Contenen des de 50 a 1000 galàxies, gas calent emissor de rajos X i gran quantitat de matèria fosca.
- La distribució d'aquests tres components és aproximadament la mateixa en cada cúmul.
- La massa total va des de 10¹⁴ a 1015 vegades la massa solar.
- Normalment tenen un diàmetre de 8 Mpc.
- Les velocitats de les galàxies van des de 800 a 1000 km/s.
- La distància mitjana entre cúmuls és de l'ordre de 10 Mpc.

Alguns cúmuls galàctics notables en les nostres rodalies són el cúmul de la Verge, cap al qual es dirigeix el Grup Local, i el cúmul de Coma.

## Supercúmuls
Els grups, cúmuls i algunes galàxies aïllades poden formar estructures majors: els supercúmuls. Aquestes agrupacions es comportarien de forma semblant als cúmuls, només que en elles les partícules elementals que el constitueixen ja no serien galàxies individuals, sinó grups i cúmuls galàctics sencers que es mouen confinats en el seu colossal camp gravitatori.
Anteriorment, es considerava que el Grup Local estava integrat plenament en el supercúmul de la Verge, però ara s'ha determinat que forma part del supercúmul de Laniakea que, al mateix temps, està a la perifèria del supercúmul de la Verge.
Un altre exemple de supercúmul és el cúmul del Fènix.

## Estructures a gran escala
En les escales més grans de l'univers visible, la matèria s'agrupa en filaments i extenses parets o murs envoltats de buits a manera d'enormes bombolles toves amb els supercúmuls com a nodes. L'estructura sembla assemblar-se a la d'una esponja.